# Kamasutra (Album)
Kamasutra (englisch für Kamasutra) ist ein Instrumentalalbum, das der US-amerikanische Musiker Prince am 14. Februar 1997 unter dem Musikprojekt The NPG Orchestra bei seinem eigenen Musiklabel NPG Records veröffentlichte. Er arrangierte, komponierte und produzierte alle Songs vom Album, das anfangs nur telefonisch per Mailorder oder online über seine damalige Website auf MC erhältlich war. Im Januar 1998 erschien es dann auf CD als Bonus-Album zu Prince’ 20. Studioalbum Crystal Ball.
Als Autor und Interpret von Kamasutra benutzte Prince das unaussprechbare Symbol, das er damals als Pseudonym besaß. Die Musik zählt zu den Genres Easy Listening, Klassik, New Age und Smooth Jazz. Als Gastmusiker wirken Clare Fischer, Saxofonist Eric Leeds und das Blechbläserquintett Hornheads mit.
Prince veranstaltete keine nennenswerte Musikpromotion für Kamasutra. Da es in den internationalen Hitparaden nicht geführt wurde, hatte es keine Möglichkeit, Gold- oder Platinstatus zu erreichen. Zudem war das Interesse von Massenmedien an dem Album äußerst gering, daher existiert nur sehr wenig Rezeption, die sehr negativ ausfiel.
In den Liner Notes beschreibt Prince auf spirituelle Art und Weise die Herkunft seines unaussprechbaren Symbols sowie die Liebe zu seiner damaligen Ehefrau Mayte Garcia als Seelenverwandte.

## Entstehung
Bereits im Frühjahr 1994 begann Prince in seinem Paisley Park Studio in Chanhassen in Minnesota mit den Arbeiten an dem Album Kamasutra und schickte „den einen oder anderen Satz“ an Clare Fischer und dessen Sohn Brent (* 13. Juli 1964), der für die Transkription zuständig war. Prince habe mit einem Synclavier „herumexperimentiert“, das damals „das beste Orchester-Sample-Gerät“ auf dem Markt gewesen sei. Die „sehr komplizierte Musik“ hatte er digital auf 48 Tonspuren aufgenommen, weshalb Brent Fischer Schwierigkeiten hatte, „alles herauszuhören“. Vieles transkribierte er „Spur für Spur“, was insgesamt drei Monate gedauert habe. Anschließend faxte er die Transkriptionen an seinen Vater Clare Fischer, der dann in den Martinsound Studios in Kalifornien in Alhambra und im Tonstudio Ocean Way Recording in Hollywood Arbeiten an den Arrangements übernahm. Üblicherweise veränderte Prince die Aufnahmen nicht, nachdem Fischer die Überarbeitungen an ihn zurückschickte. Aber beim Kamasutra-Album veränderte er nahezu alle Arrangements und mischte diese neu ab. Zudem passte er die Orchesterparts neu an.
Als Prince am 14. Februar 1996 Mayte Garcia in Minneapolis in Minnesota heiratete, ließ er das Album Kamasutra auf einer von ihm selbst gebrannten CD abspielen, als die beiden im Kirchengang zum Traualtar schritten. Am ersten Hochzeitstag veröffentlichte er das Album auf MC; gemäß einer damaligen Pressemitteilung von NPG Records sei das Werk eine „orchestral-ballettartige Interpretation der Liebesgeschichte von Prince und Mayte“.

## Gestaltung des Covers
Die beiden Artdirectoren Michael van Huffel und Steve Parke (* 1963) waren für die Covergestaltung zuständig, die diese Tätigkeit bereits für das im September 1995 veröffentlichte Album The Gold Experience übernahmen.
Auf dem Frontcover von Kamasutra ist ein Schwarzweißfoto von Mayte Garcia als Ballerina zu sehen, wie sie vor Prince’ unaussprechbarem Symbol, das in überdimensionaler Größe dargestellt ist, posiert. Doch nur das auf MC veröffentlichte Album besitzt ein Cover, das auf CD veröffentlichte Album im Rahmen des limitierten Boxsets von Crystal Ball enthält weder ein Cover noch ein Booklet.

## Liner Notes
In den von ihm selbst verfassten Liner Notes erklärt Prince die Herkunft seines unaussprechbaren Symbols sowie das Zusammenkommen von ihm und Mayte Garcia und wie die beiden eins werden. Seine Erklärung ist auffallend spirituell gehalten und er schreibt von sich in der dritten Person.

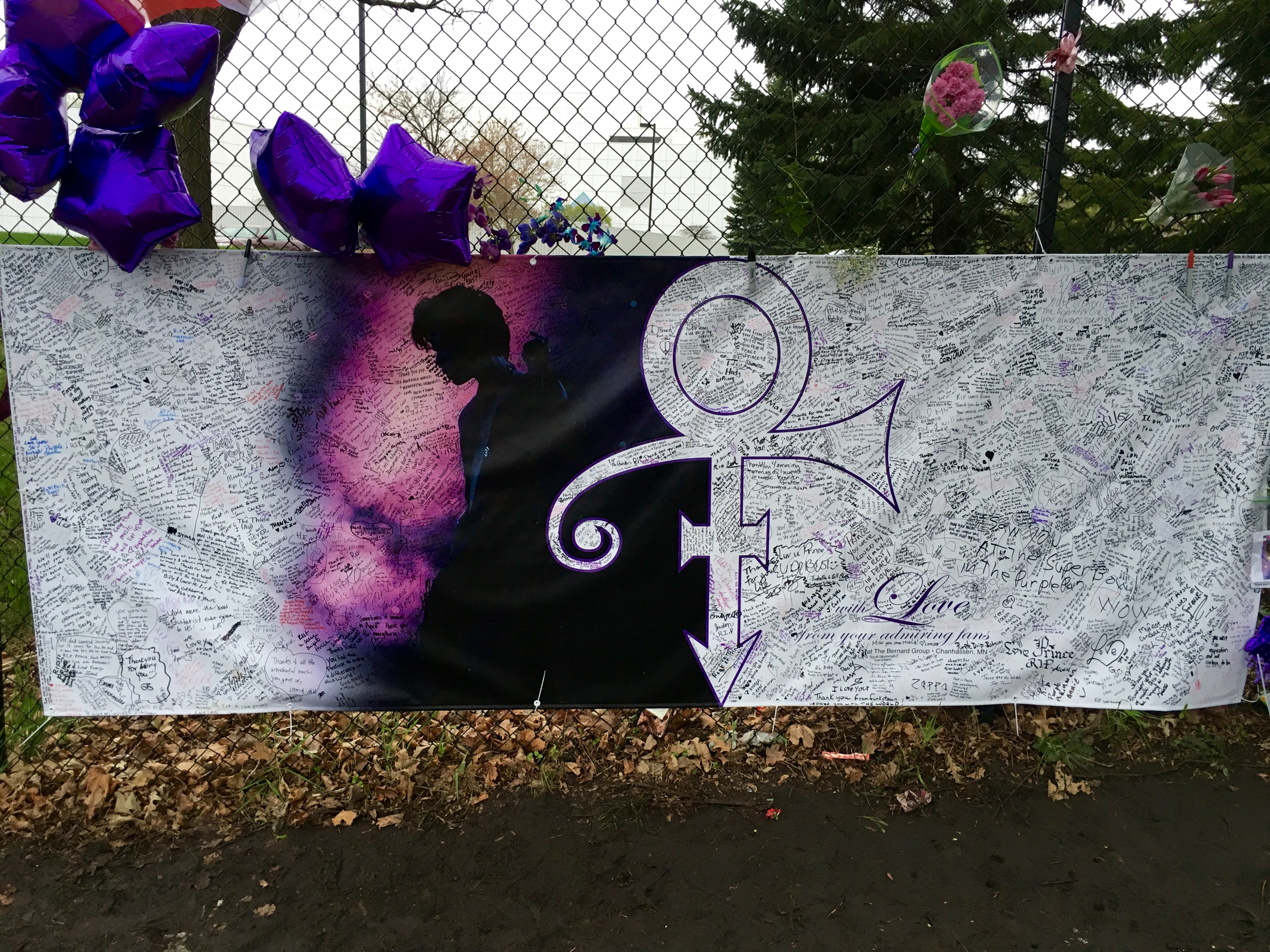
Das unaussprechbare Symbol

Die Liner Notes sind zum Teil autobiografisch und enthalten folgenden Text: „Im tiefsten Schlaf erinnerte Mayte O(+> daran, dass beide einen Plan ausarbeiten sollten, bevor er sich auf den Weg machte, um sein erstes Leben auf Erden zu führen, damit er sie eines Tages als seine wahre Seelenverwandte erkennen würde. Das war der Plan. Für ihr letztes Leben auf Erden wählt sie den Namen ‘Princess Mayte’ und er den Namen ‘Prince’. Sie werden Väter mit demselben Vornamen wählen – ‘John’ [Garcias Vater heißt John Garcia]. Ihr zweiter Vorname wird der Vorname und die zweite Initiale seines Vaters sein – ‘Jannell’ [Mayte Jannell Garcia] wie in ‘John L.’ [Prince’ Vater hieß John L. Nelson]. Der Name von Prince’ Mutter ist ‘Mattie Dell’ [Mattie Della Shaw], Maytes Mutter heißt ‘Nell’ [Janelle Garcia, Spitzname „Nelly“]. Und Prince’ Nachname war ‘Nelson’ wie in ‘Nell’s Sohn’“.
„Sie vereinbarten, dass Maytes Familie sie eines Tages zu einem Konzert [25. Juli 1990] von Prince in Barcelona, Spanien, und dann wieder irgendwo in Deutschland bringen würde. Prince sieht Mayte zum ersten Mal mit ihrer Mutter Nelly vor einer Arena [8. August 1990, Maimarkt] in Deutschland stehen. Er sagt scherzhaft zu Rosie Gaines, mit der er sich gerade unterhält: ‘Guck Mal, Rosie, da ist meine zukünftige Frau!’ Weder er noch Rosie nehmen die Bemerkung ernst. Nelly überredet Mayte, Prince vor seinem Konzert eine Videokassette ihres Bauchtanzes zu zeigen. Nelly weiß, sobald er ihre Tochter sich bewegen sieht, dass … Sie geben die Videokassette an einen von Prince’ Tänzern – Kirk, dessen Nachname zufällig ‘Johnson’ lautet, wie in ‘John’s Sohn’. Er bringt die Videokassette eilig zu Prince und nach einem Blick …“
„Mayte und Prince werden Freunde. Wie Schwester und Bruder stehen sie immer füreinander ein, gegen jeden Widersacher. Bald tritt Mayte The New Power Generation bei und bittet Prince oft, ihre Familie in Puerto Rico zu besuchen. Eines Tages verspricht er ihr, dass er es machen wird. Obwohl es noch lange dauern wird, wird der Tag, an dem er sein Versprechen hält, sein Leben für immer verändern. Sein jüngstes Album zu dieser Zeit [1992 Love Symbol] wird eine Sammlung von Lovesongs sein, die hauptsächlich für und über Mayte geschrieben wurden. Und es wird ein interessantes Dilemma darstellen: Der Titel des Albums ist eine unaussprechliche Hieroglyphe, die das männliche und das weibliche Geschlechtssymbol miteinander verschmilzt. Auf diese Weise entsteht etwas, das Prince zwar schon oft benutzt hat, das aber nun für ihn zu repräsentieren scheint – die perfekte Liebe. Und doch, niemand wird wissen, wie man dieses neue Symbol nennt. Kein Ton scheint passend für das zu sein, was Prince für die Verschmelzung zweier Seelen hält, die zusammen eine bilden.“
„Also betet er heute in Puerto Rico … Ganz allein starrt er auf den Ozean und fleht den Himmel um eine Antwort an. ‘Was ist das Symbol? Was bedeutet es wirklich?’ Eine Stimme sagt zu ihm: ‘Es ist dein Name’. Viel wurde über Prince’ Entscheidung, seinen Namen in dieses unaussprechbare Symbol zu ändern, gesagt, aber manchmal bewegt sich die Freiheit auf mysteriöse Weise und am Ende heißt es: Was auch immer, Erdnussbutter ist deine Marmelade. Am verständnisvollsten von allen ist Mayte, seine wahre Seelenverwandte, die einfach mit einem Lächeln sagen wird: ‘Ich habe dich sowieso nie Prince genannt’. Zufall oder Schicksal?“

## Musik
Das Instrumentalalbum besteht im Wesentlichen aus einem Thema, das jeweils variiert wird. Die Musik ist dem Genre New Age zuzuordnen, mit Einflüssen von Easy Listening, Klassik und Smooth Jazz. Damit bewegte sich Prince auf musikalischem Terrain, das er in seiner Karriere zuvor nicht betreten hatte. Auf dem Album wird er von einem Orchester begleitet, dessen Arrangements von Clare Fischer stammen.
Der Albumname bezieht sich direkt auf das Kamasutra. Das Titelstück besteht aus einem achttönigen Motiv, das durchgehend wiederholt wird; Variationen werden eher durch Änderung der Instrumentierung als durch Einführung neuer melodischer Elemente erreicht. At Last … “The Lost Is Found” ist ein harmonisch komplexes Stück mit deutlichem Jazz-Anteilen. The Ever Changing Light besitzt melodisch sanften Harfensound, der zuweilen an die Musik von Andreas Vollenweider erinnert. Kamasutra/Overture # 8 enthält ein wiederkehrendes Saxophonmotiv und einen Beat, der von einem Drumcomputer erzeugt wird; das Stück erinnert zuweilen an die Filmmusik zu Der Pate (1972), komponiert von Nino Rota. Das üppig instrumentierte Coincidence or Fate? ähnelt der Filmmusik in Prince’ Film Under the Cherry Moon – Unter dem Kirschmond aus dem Jahr 1986.
Das Stück Serotonin nannte Prince zuvor Kamasutra Overture #5 und platzierte es bereits im Juli 1995 auf seinem Album The Versace Experience (Prelude 2 Gold). Den Song The Plan brachte er in einer etwas kürzeren Version im November 1996 auf seinem Album Emancipation heraus.

## Titelliste und Veröffentlichungen
| 1                            | The Plan                      | 2:02  |
| 2                            | Kamasutra                     | 11:49 |
| 3                            | At Last … “The Lost Is Found” | 3:37  |
| 4                            | The Ever Changing Light       | 2:59  |
| 5                            | Cutz                          | 3:03  |
| 6                            | Serotonin                     | 0:47  |
| 7                            | Promise/Broken                | 3:46  |
| 8                            | Barcelona                     | 2:16  |
| 9                            | Kamasutra/Overture # 8        | 3:11  |
| 10                           | Coincidence or Fate?          | 3:24  |
| 11                           | Kamasutra/Eternal Embrace     | 4:02  |
| Spieldauer: 41:03 min.       |                               |       |
| Autor aller Songs ist Prince |                               |       |

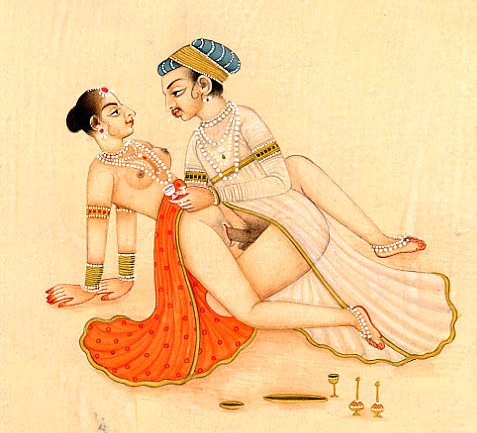
Illustration aus dem Kamasutra

Kamasutra wurde am 14. Februar 1997 von Prince – unter dem Musikprojekt „The NPG Orchestra“ – bei seinem eigenen Label NPG Records ausschließlich auf MC veröffentlicht. Beide Seiten der Kassette enthalten das komplette 41-minütige Werk, das nur für registrierte Mitglieder seiner damaligen Website käuflich zu erwerben war.
Ende Januar 1998 erschien Kamasutra auch auf CD als Bonus-Album von Prince’ limitiertem Boxset Crystal Ball. Singles wurden nicht ausgekoppelt und Musikvideos wurden auch nicht produziert, Coverversionen sind keine bekannt. Kamasutra ist das erste und einzige Album von The NPG Orchestra.

## Mitwirkende

### Musiker
Alle Songs wurden von Prince arrangiert, komponiert, produziert und vorgetragen. Abgesehen von sämtlichen Blas-, Blechblas- und Streichinstrumenten, die von Clare Fischers Orchester, Eric Leeds (* 1952) sowie dem Blechbläserquintett Hornheads eingespielt wurden, spielte Prince alle Musikinstrumente selbst ein. Zu dem Orchester gehörten Musiker wie beispielsweise Andy Martin, Árni Egilsson, Dennis Budimir, Don Palmer, Don Shelton, Gayle Levant, Jack Nimitz und Larry Bunker an.
- Brian Gallagher (* 1963; † 2016) (von Hornheads) – Tenorsaxophon in Kamasutra, Kamasutra/Overture # 8
- Dave Jensen (von Hornheads) – Trompete in Kamasutra, Kamasutra/Overture # 8
- Eric Leeds – Baritonsaxophon, Flöte und Tenorsaxophon in Kamasutra, Kamasutra/Overture # 8; Baritonsaxophon in Promise/Broken
- Kathy Jensen (von Hornheads) – Baritonsaxophon in Kamasutra, Kamasutra/Overture # 8
- Michael B. Nelson (von Hornheads) – Posaune in Kamasutra, Kamasutra/Overture # 8
- Steve Strand (von Hornheads) – Trompete in Kamasutra, Kamasutra/Overture # 8

### Technisches Personal
- Prince – Haupt-Orchestrator, Toningenieur
- Arne Frager – Toningenieur
- Brent Fischer – musikalische Transkription
- Brian Gardner – Mastering
- Clare Fischer – Orchesterarrangements in allen Songs außer in The Plan; Dirigent von 76 Orchestermusiker
- Kirk Johnson – Mastering
- Larry Mah – Toningenieur
- Michael van Huffel – Artdirector
- Morris Repass – Orchestermanager
- Nicole Nodland – Fotografin von Mayte Garcia
- Ray Hahnfeldt – Toningenieur
- Shane T. Keller – Toningenieur
- Steve Durkee – Toningenieur
- Steve Parke – Artdirector

## Rezensionen
Das Interesse von Massenmedien und Musikkritikern war an Kamasutra sehr gering, weswegen kaum Rezeption existiert, die überwiegend sehr negativ ausfiel.
Die beiden Musikjournalisten David Wilson und John Alroy zeigten sich sehr enttäuscht und verteilten nur eineinhalb von fünf Sternen. Sie bezeichneten Kamasutra als „Eitelkeitsproduktion“ von Prince und meinten ironisch, man müsse ihm „zugutehalten, dass er sich weigert, seine offensichtlichsten Talente einzusetzen“ – er singe nicht, spiele weder Gitarre noch E-Bass oder benutze ein Schlagzeug. Er fordere sich selbst heraus, um den Zuhörer „mit verbundenen Augen und auf dem Rücken gefesselten Händen zu unterhalten“, was ihm aber nicht gelinge. Der Titeltrack demonstriere, warum sich Prince nicht mit Wolfgang Amadeus Mozart vergleichen sollte; das Stück sei im klassischen Thema-und-Variationen-Stil gehalten, aber mit einem trivialen achttönigen Refrain. Seine Idee einer Variation bestünde darin, das Thema im Wesentlichen von verschiedenen Instrumenten unverändert spielen zu lassen. Von „His Royal Badness“ höre man nichts. „Die einzigen Pluspunkte“ sammelten lediglich „einige arrangierte Details“ in Promise/Broken, das „sanft funkige“ Barcelona und das Finale Kamasutra / Eternal Embrace. Doch sogar „seine eingefleischten Fans werden dies wahrscheinlich als langweilig empfinden, und alle anderen sollten meilenweit“ von Kamasutra entfernt bleiben, rieten Wilson und Alroy.
Mark Brown von der ehemaligen Website Sidewalk.com verteilte keine Note und beschrieb das Album als „einfach nur hübsche New-Age-Hintergrund-Streichermusik“; es verwundere nicht, dass Prince „es umsonst“ zum Boxset Crystal Ball „reingeschmissen“ habe.
Per Nilsen, Autor mehrere Prince-Bücher und damals intensiver Beobachter von dessen Karriere, beschrieb Kamasutra als „ein sehr ambitioniertes und komplexes Werk“. Jedoch sei offensichtlich, dass Prince „sich nicht die Zeit genommen“ habe, „die Werke großer klassischer Komponisten zu studieren“, da es den meisten Kompositionen „an ausreichendem melodischem und harmonischem Kontrast“ fehle. Obwohl Kamasutra „ein mutiges Projekt“ sei, offenbare das Album „leider keine neuen Ebenen von Prince’ musikalischem Genie“, zog Nilsen als Fazit.
Matt Thorne, ebenfalls Autor von Prince-Büchern, vertrat die Meinung, das Stück Cutz beeindrucke am meisten; das Geräusch von schneidenden Scheren wirke bedrohlich im Kontrast zum Orchester. Würde man diesen Titel in einem Fahrstuhl hören, bekäme „man es mit der Angst zu tun“. Letztendlich erzeuge Kamasutra aber nicht dieselbe Wirkung wie Prince’ kommerziellere Musik, was bei Popmusikern „oft der Fall“ sei, wenn diese Orchesterstücke aufnehmen. Zuweilen klinge das Album „einfach nur nach berieselnder Fahrstuhlmusik“, schrieb Thorne.

## Kommerzieller Erfolg

### Chartplatzierungen
Das Album wurde in den internationalen Musikcharts nicht geführt, weil es nur über Prince’ damalige Website käuflich zu erwerben war.

### Musikverkäufe
Kamasutra wurde ungefähr 10.000 Mal verkauft.